# Acinia picturata
Acinia picturata är en tvåvingeart som först beskrevs av Snow 1894.  Acinia picturata ingår i släktet Acinia och familjen borrflugor. Inga underarter finns listade i Catalogue of Life.